# Circuit du Tournaisis
Le Circuit du Tournaisis est un ancien Grand Prix de course cycliste belge du même nom, disputé de 1961 à 1988 à Templeuve, une section de la ville de Tournai, située en Région wallonne (Wallonie picarde) et en Flandre romane, chef-lieu d’arrondissement de la province de Hainaut.
Le Tournaisis est le nom que l’on donne à la région de Tournai.
Selon le Site du Cyclisme, cité en lien externe, un Grand Prix du Tournaisis a eu lieu en 2007 ; le podium est le suivant :
1re, le belge Gregory De Munster ; 
2e, le belge Kevin Claeys ;
3e, le français Tom Thiblier.

## Palmarès
| Année | Vainqueur              | Deuxième            | Troisième                     |
| ----- | ---------------------- | ------------------- | ----------------------------- |
| 1961  | Willy Declercq         | Lionel Vandamme     | Robert De Middeleir           |
| 1964  | Joseph Planckaert      | Benoni Beheyt       | Noël Foré                     |
| 1965  | Émile Daems            | André Messelis      | Julien Stevens                |
| 1966  | Jean Monteyne          | Willy Monty         | Georges Vandenberghe          |
| 1967  | Eddy Merckx            | Paul Van De Vijver  | Willy Bocklant                |
| 1968  | Eric De Vlaeminck      | Willy Bocklant      | Noël Foré                     |
| 1969  | Frans Verbeeck         | Willy Bocklant      | Willy In 't Ven               |
| 1970  | Georges Vandenberghe   | Jacques Guiot       | André Gosselin ou Willy Monty |
| 1971  | Frans Verbeeck         | Maurice Eyers       | Alain Santy                   |
| 1972  | Paul Aerts             | Robert Mintkiewicz  | Georges Claes                 |
| 1973  | Georges Van Coningsloo | Paul Aerts          | Eddy Verstraeten              |
| 1974  | Frans Verbeeck         | Marc Demeyer        | Alain Santy                   |
| 1975  | Dirk Baert             | Frans Van Looy      | Eric Jacques                  |
| 1976  | Jozef Abelshausen      | Michael Wright      | Eddy Cael                     |
| 1977  | Dirk Baert             | Eddy Vanhaerens     | Willy In 't Ven               |
| 1978  | Marc Demeyer           | Frans Van Looy      | Eddy Vanhaerens               |
| 1979  | Michel Pollentier      | Régis Delépine      | Gustaaf Van Roosbroeck        |
| 1980  | Marcel Laurens         | Alphonse Van Dessel | Johnny De Nul (nl)            |
| 1981  | Lieven Malfait         | Walter Dalgal       | Carlos Cuyle                  |
| 1982  | Alain De Roo           | Dirk Demol          | Patrick Devos                 |
| 1988  | Adrie Kools            | Patrick Tolhoek     | Johan Capiot                  |